# Protection du patrimoine culturel

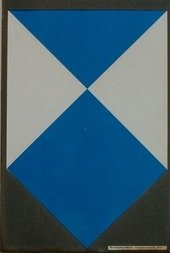
Le Bouclier bleu.

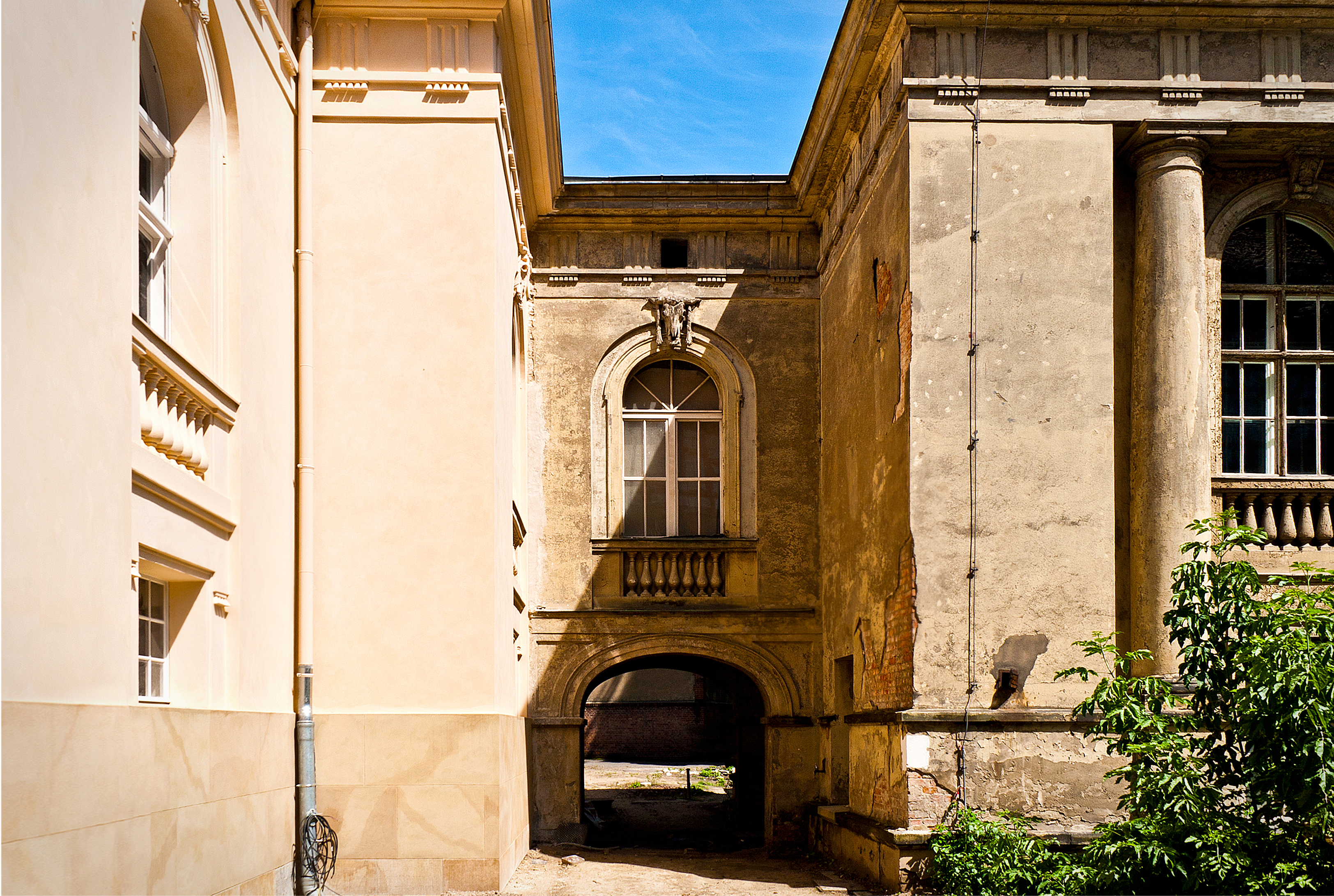
Le théâtre anatomique de l'École vétérinaire de Berlin en cours de restauration.

La protection du patrimoine culturel fait référence à toutes les mesures visant à protéger les biens culturels contre les dommages dus à des causes naturelles ou anthropiques, la détérioration ou la destruction pratiquées intentionnellement (vandalisme, conflit armé) ou sans motif, le vol, le pillage, le détournement et le commerce illégal.

## Éléments historiques
Une première protection est édictée au niveau international par la convention de La Haye de 1954 portant sur la protection de ces biens culturels en cas de conflits armés.
Les bâtiments protégés au titre de cette convention devaient initialement être marqués à l'aide d'un sigle représentant un bouclier bleu. De telles marques ont été apposées sur ces bâtiments, mais très rapidement ils sont devenus des cibles. Dès lors, le marquage a été généralement abandonné.
Une organisation non gouvernementale a été mise en place pour protéger et sauvegarder le patrimoine culturel : The International Committee of Blue Shield (Comité international du Bouclier bleu) connue sous l'acronyme ICBS. Son objectif est de regrouper des membres des organisations internationales suivantes : CIA (Conseil international des archives), ICOM (Conseil international des musées), ICOMOS (Conseil international des monuments et des sites) ainsi que l'IFLA (Fédération internationale des associations et institutions de bibliothèques).
L'ICBS a été officiellement reconnu dans le deuxième protocole à la Convention de La Haye (avril 1999). Cette reconnaissance renforce le rôle de l’ICBS qui agit dorénavant comme conseil auprès du Comité intergouvernemental pour la protection du patrimoine culturel en cas de conflit armé.

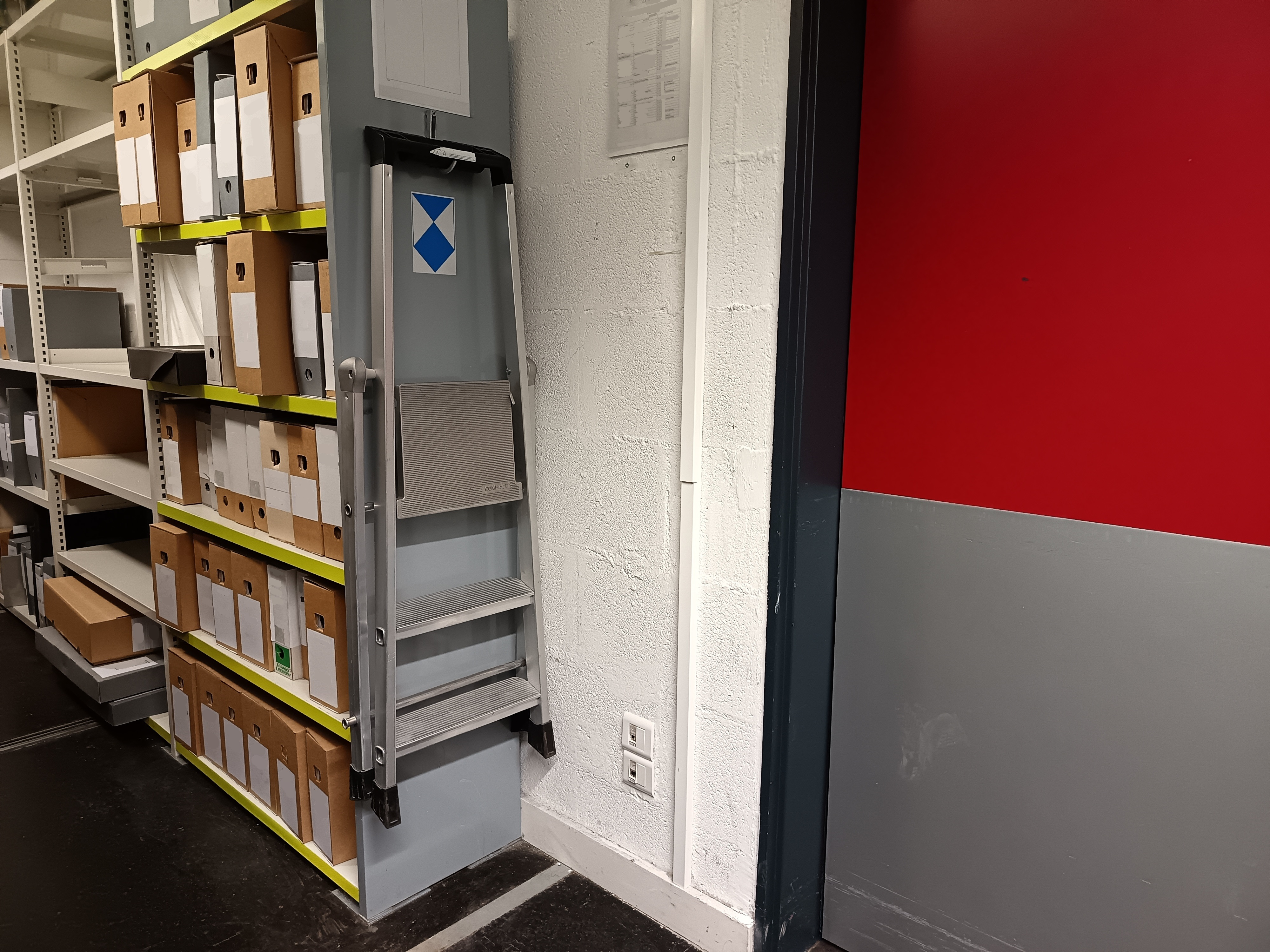
Patrimoine culturel dans les archives avec apposition du Bouclier bleu.

Depuis la Convention de La Haye de 1954 portant sur la destruction intentionnelle de biens culturels, d'autres instruments normatifs (normes internationales définies par les traités ou conventions qui constituent les instruments juridiques contraignants pour les États signataires et recommandations qui les invitent à collaborer) ont fait évoluer le concept de conservation du patrimoine en temps de paix, en le rendant plus universel avec des domaines d'application concrets. La Recommandation définissant les principes internationaux à appliquer en matière de fouilles archéologiques, est adoptée par l'UNESCO en 1956. Cet outil a été suivi par la  Recommandation de 1968 concernant la préservation des biens culturels mis en péril par les travaux publics ou privés. La Convention concernant les mesures à prendre pour interdire et empêcher l'importation, l'exportation et le transfert de propriété illicites des biens culturels est signée en 1970. L'UNESCO adopte en 1972 la Convention pour la protection du patrimoine mondial, culturel et naturel qui constate que « le patrimoine culturel et le patrimoine naturel sont de plus en plus menacés de destruction non seulement par les causes traditionnelles de dégradation mais encore par l'évolution de la vie sociale et économique qui les aggrave par des phénomènes d'altération ou de destruction encore plus redoutables ». La Recommandation de 1976 concernant la sauvegarde des ensembles historiques ou traditionnels et leur rôle dans la vie contemporaine, et la Convention sur la protection du patrimoine culturel subaquatique adoptée en 2001 par l'UNESCO, sont également considérés comme des instruments importants. La Convention de 2003 étend cette préoccupation au patrimoine culturel immatériel.